# Liste des voies du 3e arrondissement de Lyon

La liste des voies du 3e arrondissement de Lyon présente les différentes rues, quais, passages, montées et impasses du 3e arrondissement de la ville de Lyon, chef-lieu du département du Rhône et de la région Auvergne-Rhône-Alpes, en France.
- Haut – A
- B
- C
- D
- E
- F
- G
- H
- I
- J
- K
- L
- M
- N
- O
- P
- Q
- R
- S
- T
- U
- V
- W
- X
- Y
- Z

## A
- Rue de l'Abbé-Boisard
- Rue de l'Abondance
- Avenue des Acacias
- Rue Aimé-Collomb
- Cours Albert-Thomas
- Impasse Alexandre-Aujas
- Rue Alfred-de-Musset
- Rue Alfred-de-Vigny
- Rue des Alouettes
- Rue Amiral-Courbet
- Rue André
- Rue André-Chénier
- Rue André-Philip
- Rue Antoine-Charial
- Place Antoine-Gallay
- Rue Antoine-Laviolette
- Place Antoinette
- Rue Antoinette
- Place Antonin-Jutard
- Rue Antonin-Perrin
- Place Aristide-Briand
- Rue d'Arménie
- Place d'Arsonval
- Rue des Aubépins
- Rue d'Aubigny
- Rue Auguste-Lacroix

## B
- Rue de la Balme
- Rue Balthazar
- Rue de la Bannière
- Rue Bara
- Rue Baraban
- Rue Bellecombe
- Rue Bellevue
- Impasse Bellœuf
- Rue Bellicard
- Impasse Bellœuf
- Passage Biétrix
- Place Bir-Hakeim
- Rue Bonnand
- Rue Bonnefoi
- Rue Bonnefond
- Rue de Bonnel
- Rue de la Buire

## C
- Rue des Cadets-de-la-France-Libre
- Rue de la Caille
- Rue Camille
- Rue du Capitaine
- Rue Cary
- Rue des Cerisiers
- Rue Chambovet
- Rue Chaponnay
- Place Charles-Dufraine
- Place Charles-de-Gaulle
- Rue Charles-Richard
- Avenue du Château
- Place du Château
- Rue Chevalier
- Rue de la Cité
- Rue Claude-Farrère
- Place Claudia
- Rue Claudius-Penet
- Rue Claudius-Pionchon
- Rue Clos-Suiphon
- Rue Coignet
- Rue Commandant-Dubois
- Rue Commandant-Fuzier
- Rue du Commandant-Marchand
- Rue de la Convention
- Rue de Créqui
- Rue des Cuirassiers
- Rue Cyrano

## D
- Rue des Dahlias
- Rue Danielle-Faÿnel-Duclos
- Place Danton
- Rue Danton
- Rue du Dauphiné
- Rue David
- Rue Desaix
- Rue du Diapason
- Place Djébraïl-Bahadourian
- Rue du Docteur-Bonhomme
- Rue du Docteur-Bouchut
- Cours Docteur-Long
- Rue du Docteur-Paul-Diday
- Rue Docteur-Rebatel
- Passage du Docteur-Vaillant
- Rue du Docteur-Vaillant
- Rue Domrémy
- Rue Duguesclin
- Rue Dunoir
- Rue Duphot
- Impasse Duret

## E
- Rue Edison
- Impasse Édouard-Aynard
- Rue Élie-Paris
- Rue de l'Épée
- Rue de l'Espérance
- Avenue Esquirol
- Rue d'Essling
- Rue de l'Est
- Rue Étienne-Dolet
- Rue Étienne-Richerand
- Boulevard Eugène-Deruelle
- Place Eugène-Varlin
- Cours Eugénie

## F
- Rue Félix
- Passage Félix-Benoît
- Avenue Félix-Faure
- Rue Félix-Rollet
- Rue Ferdinand-Buisson
- Place de la Ferrandière
- Passage Feuillat
- Rue Feuillat
- Rue Fiol
- Place de Francfort
- Rue François-Garcin
- Rue François-Villon
- Rue Frédéric-Mistral

## G
- Rue Gabillot
- Place Gabriel-Péri
- Cours Gambetta
- Rue Gandolière
- Rue Garibaldi
- Impasse Gazagnon
- Rue du Gazomètre
- Rue Gelas
- Route de Genas
- Rue Général-Brulard
- Avenue Georges-Pompidou
- Rue Germain-David
- Rue Girié
- Place Guichard
- Pont de la Guillotière
- Rue Guilloud
- Rue Gustave
- Rue Gutenberg
- Rue Guy

## H
- Rue de l'Harmonie
- Place Henri
- Rue de l'Humilité

## J
- Rue Jean-Bart
- Rue Jean-Cardona
- Rue Jean-Larrivé
- Rue Jean-Marc-Bernard
- Rue Jean-Pierre-Lévy
- Rue Jean-Quitout
- Rue Jean-Renoir
- Square Jean-Reverzy
- Impasse Jeanne-d'Arc
- Rue Jeanne-d'Arc
- Rue Jeanne-Hachette
- Rue Jeanne-Koehler
- Place Jules-Hottin
- Avenue Jules-Jusserand
- Rue Jules-Massenet
- Rue Jules-Michelet
- Rue Jules-Verne
- Rue Julie
- Rue Julien
- Rue Julien-Duvivier

## K
- Rue Kimmerling

## L
- Place du Lac
- Rue du Lac
- Avenue Lacassagne
- Impasse Lacombe
- Rue Lavoisier
- Cours Lafayette
- Pont Lafayette
- Impasse Lamartine
- Rue Lamartine
- Impasse Laurency
- Rue Léon-Jouhaux
- Rue Le Royer
- Cours de la Liberté
- Rue Louis
- Rue Louis-Jasseron
- Place Louise
- Impasse du Lutin

## M
- Impasse Magnaudi
- Place Marc-Aron
- Rue Marcel-Pehu
- Avenue du Maréchal-de-Saxe
- Rue Marignan
- Rue Marius-Audin
- Rue Martin
- Place des Martyrs-de-la-Résistance
- Rue Masséna
- Rue Maurice-Flandin
- Rue Mazenod
- Rue de la Métallurgie
- Impasse Meunier
- Rue Meynis
- Place de Milan
- Rue du Milieu
- Rue des Mobiles
- Rue Moissonnier
- Rue Molière
- Rue Moncey
- Rue Montaigne
- Rue de Montbrillant
- Rue Montebello
- Impasse Morel
- Rue Mortier
- Rue du Général-Mouton-Duvernet

## N
- Rue de Nazareth
- Rue Ney

## O
- Rue Omer-Louis
- Impasse de l'Ordre

## P
- Rue du Palais-d'Été
- Allée du Parc
- Rue de la Part-Dieu
- Rue Pascal
- Rue Paul-Bert
- Rue Paul-Bourde
- Place du Pensionnat
- Rue des Petites-Sœurs
- Rue des Peupliers
- Rue Philomène-Magnin
- Rue Pierre-Bonnaud
- Rue Pierre-Bourdan
- Rue Pierre-Corneille
- Place Pierre-Renaudel
- Place Pierre-Simon-Ballanche
- Boulevard Pinel
- Impasse des Pins
- Rue Piperoux
- Place des Poilus
- Impasse Pommier
- Rue Pravaz
- Rue des Prévoyants-de-l'Avenir
- Rue Professeur-Florence
- Rue du Professeur-Louis-Roche
- Rue du Professeur-Paul-Sisley
- Rue du Professeur-René-Guillet
- Rue du Professeur-Rochaix

## R
- Rue Rabelais
- Rue Rachais
- Rue des Rancy
- Place de la Reconnaissance
- Rue René-et-Marguerite-Pellet
- Parvis Renée-Richard
- Rue Riboud
- Cours Richard-Vitton
- Rue de la Rize
- Avenue Rockefeller
- Passage Roger-Bréchan
- Rue Roger-Bréchan
- Rue Roposte
- Rue Rossan
- Rue Roux-Soignat
- Impasse de la Ruche
- Rue de la Ruche

## S
- Impasse du Sablon
- Rue Saint-Amour
- Rue Saint-Antoine
- Place Saint-Charles
- Rue Saint-Charles
- Impasse Saint-Eusèbe
- Rue Saint-Eusèbe
- Impasse Saint-Isidore
- Rue Saint-Isidore
- Rue Saint-Jacques
- Rue Saint-Marc
- Rue Sainte-Marie
- Rue Saint-Maximin
- Rue Saint-Philippe
- Rue Saint-Sidoine
- Rue Saint-Théodore
- Rue Saint-Victorien
- Place Sainte-Anne
- Rue Sainte-Anne-de-Baraban
- Rue Servient
- Rue de Sévigné
- Rue des Sports

## T
- Rue des Teinturiers
- Rue Ternois
- Rue Tête-d'Or
- Rue Trarieux
- Rue des Tuiliers
- Rue Turbil
- Rue Turenne

## V
- Rue Vaudrey
- Rue Viala
- Rue Vendôme
- Rue Verlet-Hanus
- Rue de la Victoire
- Quai Victor-Augagneur
- Place Victor-Basch
- Impasse Victor-Hugo
- Rue de la Villardière
- Rue Villebois-Mareuil
- Rue Villeroy
- Place de la Villette
- Rue de la Villette
- Rue Villon
- Rue du Vinatier
- Boulevard Vivier-Merle
- Place Voltaire
- Rue Voltaire

## W
- Pont Wilson